# Torkos Béla
Torkos Béla (Nagyszénás, Békés vármegye, 1895. június 8. – Orosháza, 1971. április 7.) ügyvéd, országgyűlési képviselő (1939–1944).

## Élete
Evangélikus vallásban született, régi nemesi család leszármazottjaként; felmenői elsősorban Győr és Pozsony vármegyékben rendelkeztek kiterjedt birtokokkal, leginkább az 1500-as években. Ő maga a Békéscsabán végzett középiskolai tanulmányai után jogtudományi területen tanult tovább; jogi és államtudományi doktori diplomát szerzett, ami mellé 1930-ban letette az ügyvédi és bírói vizsgát is.
Az első világháborúban a 2. gyalogezred honvédjeként megfordult az olasz, a román és az orosz harctereken is, több ütközetben is részt vett, így például a Bruszilov-offenzívában vagy a Milken-Okna környéki harcokban. Egy időben volt román hadifogságban is. Háborús tetteiért elnyerte a kisezüst vitézségi érmet és a Károly-csapatkeresztet is.
A háború végeztével elvégzett egy csendőrtiszti tanfolyamot, melynek oklevele birtokában a csendőrség szolgálatába lépett, ám időközben az ügyvédi oklevelet is megszerezte. Így bár 1927-ben még elfogadta csendőrszázadosi előléptetését, de kevéssel ezután kilépett a testület soraiból és ügyvédi irodát nyitott. Egyúttal bekapcsolódott Békés vármegye politikai és társadalmi életébe, mint a vármegye törvényhatósági bizottságának, valamint Orosháza városi képviselő-testületének tagja.
Sokat foglalkozott munkás-, iparos- és gazdakérdésekkel; mint ügyvéd, kisemberek problémái kapcsán is többször exponálta magát. Orosházán megszervezte a frontharcosok egyesületét – amely az 1930-as évek végére a város egyik legerősebb civil szervezete lett –; a Nemzeti Egység Pártjának már a megalakulásakor a kerületi titkára, majd orosházi elnöke lett, illetve főszerepet játszott a helyi pártszervezet későbbi megújulásában is. Az 1939. évi parlamenti választáson az orosházi választókerület képviselője lett a Magyar Élet Pártja (MÉP) színeiben.